# Roodsnavelhokko
De roodsnavelhokko (Crax blumenbachii) is een vogel uit de familie sjakohoenders en hokko's (Cracidae). De wetenschappelijke naam van de soort is voor het eerst geldig gepubliceerd in 1825 door Johann Baptist von Spix. Het is een bedreigde, endemische vogelsoort uit Brazilië. 

## Kenmerken
De vogel is 84 cm lang en is een overwegend zwart gekleurde hokko. Het mannetje is glanzend zwart met een witte onderbuik en onderstaartdekveren. Op de kruin zijn gekrulde sierveren, verder roodachtige lellen en knobbel aan de savel. De poten zijn zwart. Het vrouwtje is zwart en op de plaatsen waar het mannetje wit is, is zij kaneelkleurig bruin en lellen en knobbel ontbreken. Haar poten zijn vuilroze.

## Voorkomen
De soort komt voor in het zuidoosten van Brazilië. Het leefgebied bestaat uit in laagland gelegen vochtig regenwoud, mogelijk ook in montaan tropisch bos boven de 500 m boven zeeniveau. Het is een vogel van uitgestrekte bossen die nu voornamelijk voorkomt in natuurparken en bosreservaten.

## Status
De roodsnavelhokko heeft een beperkt verspreidingsgebied en daardoor is de kans op uitsterven aanwezig. De grootte van de populatie werd in 2016 door BirdLife International geschat op 130 tot 170 volwassen individuen en de populatie-aantallen nemen af. Het leefgebied wordt aangetast door ontbossing waarbij natuurlijk bos wordt omgezet in gebied voor beweiding van vee en menselijke bewoning. Verder is er illegale jacht en vangst gericht op dit hoen. Zelfs het nationale park Monte Pascoal zuidelijk van Porto Seguro wordt bedreigd door ontbossing door conflicten tussen overheid en lokale bevolking over landbezit. Om deze redenen staat deze soort als bedreigd op de Rode Lijst van de IUCN. De soort staat in de Bijlage I van het CITES-verdrag.